# Гвоздікова Наталія Федорівна
Наталія Федорівна Гвоздікова (нар. 7 січня 1948, Борзя, Читинська область, РРФСР, СРСР) — радянська і російська акторка. Лауреатка Державної премії СРСР (1978). Народна артистка РФ (2013).

## Біографія
Народилася 7 січня 1948 року в селищі (з 1950 року місто) Борзя Читинської області.
Батько — Федір Титович Гвоздіков (1911 — ?). Мати — Ніна Миколаївна Гвоздікова (1921—2005).
Закінчила Всесоюзний державний інститут кінематографії (ВДІК) за спеціальністю артистка театру і кіно (1967—1971 рр., акторська майстерня Сергія Герасимова і Тамари Макарової). У 1971—1993 роках — артистка Театру-студії кіноактора.
У 1978 році за роботу у фільмі «Народжена революцією» була удостоєна Державної премії СРСР. У 1983 році присвоєно звання заслуженої артистки Російської РФСР. Член Спілки кінематографістів СРСР з 1976 року. Дійсний член Академії «НІКА» з 1993 року.

### Сімейне життя
Чоловік — народний артист Російський РФСР Євген Ілліч Жариков (1941—2012). Син — Федір Євгенович Жариков (1976). Сестра — Людмила Федорівна Гвоздікова (нар. 1941), акторка Ленінградського державного театру мініатюр під керівництвом Аркадія Райкіна.
Шлюб з актором Євгеном Жаріковим був зареєстрований після річного знайомства на зйомках фільму «Народжена революцією». За сценарієм фільму вони теж були подружжям. 2 серпня 1976 року народила сина Федора Жарікова, який закінчив інститут іноземних мов, отримав офіцерське звання, став перекладачем французької мови, нині працює начальником служби інформаційної безпеки в літакобудуванні. У 1988 році Наталія Гвоздікова та Євген Жаріков разом з Тетяною Рузавін і Сергієм Таюшевим виконали пісню Бориса Орлова на слова Леоніда Завальнюка «Не расставайтесь».
У 1992—2004 роках у чоловіка був роман з журналісткою Тетяною Секридовою, яка народила від нього сина Сергія та доньку Катю. Після того, як Секридова привселюдно оголосила про цю зраду, чоловік припинив стосунки, згодом висловлювався про них з жалем і каяттям. Гвоздікова пробачила чоловіка і зберегла шлюб.
Чоловік помер 18 січня 2012 року в Москві, в Боткінській лікарні від раку. Похований 21 січня на «акторської алеї» Троєкуровського кладовища.

## Фільмографія
- 1969 —  Білі дюни —  дівчина
- 1970 — Місто першого кохання —  Таня Преображенська
- 1971 — У озера —  епізод
- 1971 — Ох вже ця Настя! —  Світу Рябініна, сестра Насті
- 1972 — Петро Рябінкін —  Зінаїда Єгоркіна, размітчиця
- 1972 — Пічки-лавочки —  Наташа
- 1973 —  Калина червона —  телефоністка
- 1973 — Велика перерва —  Поліна
- 1973 — За хмарами — небо —  Нюся
- 1973 —  Береги —  Наталка
- 1974 —  1977 — Народжена революцією —  Маша
- 1974 — Біля цих вікон...  —  Ніна Лагутіна
- 1974 — Бо люблю —  Віра
- 1975 — Дума про Ковпака —  Тоня
- 1976 —  Злочин —  Світлана, донька Каретникова, сестра Володі
- 1978 —  Останній шанс
- 1979 — Мій генерал —  Ольга
- 1980 — Небезпечні друзі —  Тетяна
- 1981 — Любов моя вічна
- 1983 — Сім годин до загибелі —  Ірина Шульгіна
- 1985 —  Тихі води глибокі
- 1986 — Таємниці мадам Вонг —  бортпровідниця
- 1986 — На перевалі —  Ксенія
- 1991 — Ніч самогубця
- 1995 —  Панночка-селянка —  панянка-сусідка
- 1996 —  Ніч жовтого бика
- 2002 —  За тридев'ять земель —  Олена Степанів
- 2003 —  2004 — Вулиця Сезам —  тітка Поліна
- 2004 —  Хлопці зі сталі —  Валентина
- 2009 — Одного разу буде кохання —  Олена Василівна
- 2010 —  Неждана любов /  Pozdnyaya lyubov  —  Люба
- 2011 — Російська спадкоємиця —  Надія Щебетіна
- 2012 —  Нелюба —  Ольга, мати Микити
- 2018 —  Яр —  Ліна Андріївна Матвєєва, бабуся Ксенії
- 2019 — Курйози